# Eurodesk
Eurodesk este o asociație internațională non-profit creată în 1990. Este o rețea europeană de centre de informare europene, naționale și locale pentru tineri și cei care lucrează cu aceștia. Oferă tinerilor informații despre oportunitățile internaționale de învățare și participare și este o organizație susținută de programul Erasmus+ (2014–2027). În 2004, Eurodesk – în cooperare cu Comisia Europeană – a lansat Portalul European pentru Tineret.

## Misiune și servicii
Eurodesk are 38 de birouri în 36 de țări și o rețea de peste 3.000 de multiplicatori. În acele centre/birouri, multiplicatorii Eurodesk îndeplinesc misiunea Eurodesk, care este „de a informa tinerii cu privire la oportunitățile de mobilitate pentru învățare și de a-i încuraja să devină cetățeni activi”. Rețeaua Eurodesk oferă tinerilor sprijin și informații despre oportunitățile reale de mobilitate în Europa și în întreaga lume. În plus, oferă oportunități tinerilor de a participa la dialoguri și consultări europene cu tineret și de a-și dezvolta propriile proiecte pentru tineret. Eurodesk gestionează o bază de date de oportunități numită „Eurodesk Opportunity Finder” cu peste 250 de programe deschise tinerilor din Europa. În fiecare an, rețeaua Eurodesk desfășoară o campanie la nivel european denumită „Time to Move” menită să informeze tinerii despre astfel de oportunități.

## Coordonarea Eurodesk
- Comitetul Executiv al Eurodesk (consiliul asociației internaționale)
- Eurodesk Brussels Link (coordonare și servicii europene)
- Coordonatori naționali Eurodesk (servicii naționale de informare)
- Multiplicatori calificați (servicii de informații locale)

Biroul Eurodesk Brussels Link (EBL) este responsabil de coordonarea și gestionarea rețelei Eurodesk. Pe lângă faptul că oferă servicii de monitorizare, acte, publicații și suport prin e-mail, acestea asigură că centrele naționale respectă obiectivele și misiunea finală ale organizației. În plus, oferă informații europene de primă mână despre mobilitatea tinerilor, precum și formare, instrumente de gestionare a informațiilor, evaluarea calității și resurse de comunicare multiplicatorilor săi naționali și locali. Alte sarcini ale Eurodesk Brussels Link includ: sprijinirea Comisiei Europene în dezvoltarea și întreținerea Portalului European pentru Tineret, evaluarea calității centrelor naționale Eurodesk, adaptarea periodică a conținutului european și furnizarea de suport tehnic.